# Plaza Plateros
La plaza Plateros es una plaza histórica situada en Jerez de la Frontera (Andalucía, España). Siempre ligada al comercio, actualmente es un animado punto de encuentro con varias terrazas al aire libre.

## Origen
En el Jerez amurallado, la Plaza Plateros era un pequeño espacio urbano que comunicaba la Calle Francos, antiguo eje comercial del Jerez andalusí, y la Puerta Real, actualmente en la Plaza del Arenal. 
Conformaba con la Plaza de la Yerba un espacio de especial relevancia dentro del Jerez árabe debido a su cruce entre actividad comercial, la actividad religiosa (mezquitas y judería jerezana) y a la actividad militar (proximidad a la Plaza del Arenal).
En esta plaza vivió y murió Alvar Martínez de Morla y Humbertos de Valeto, fundador del Monasterio de la Cartuja de Jerez de la Frontera.

## Edificios destacados
- Torre de la Atalaya

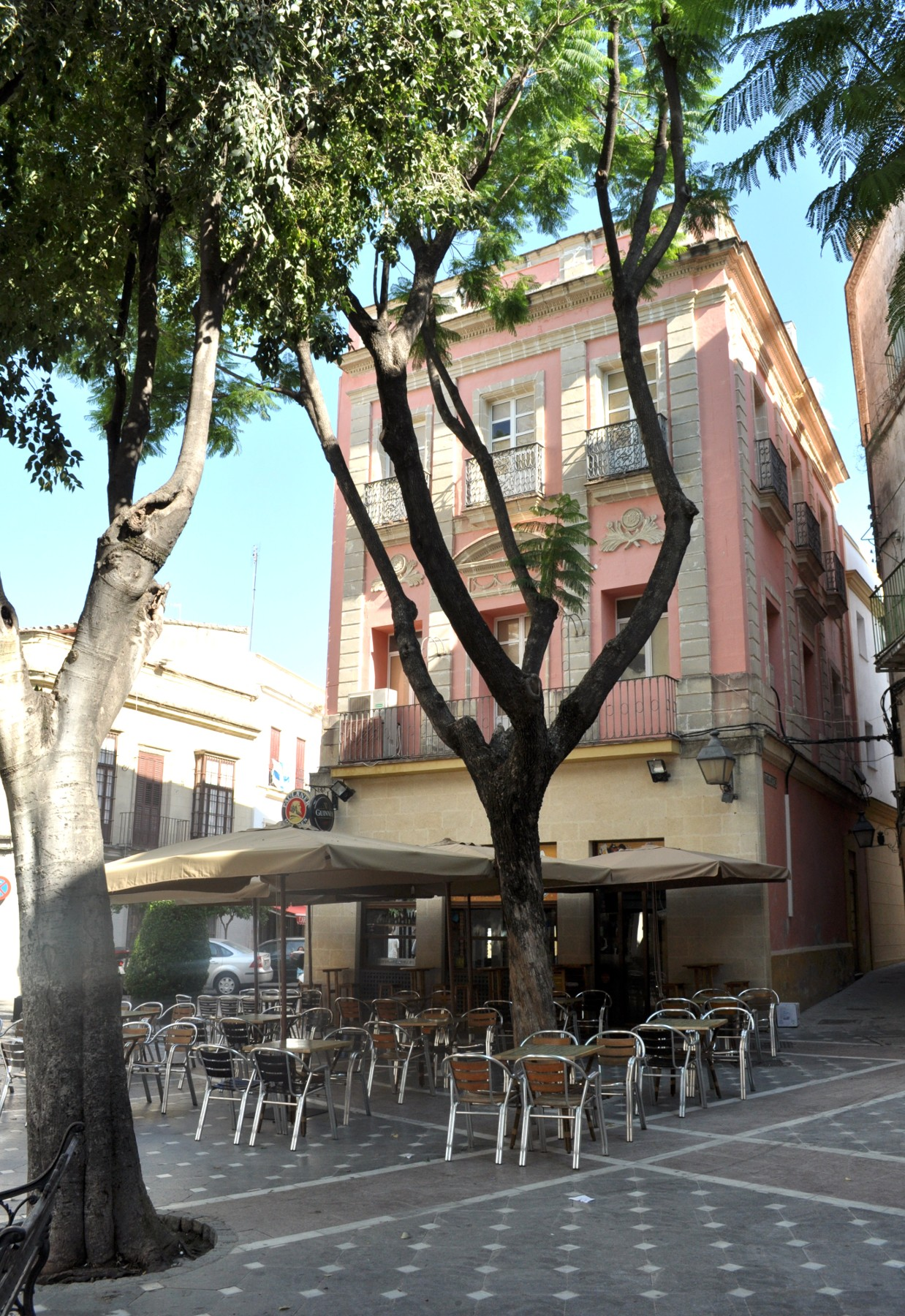
Edificio, Plaza Plateros, en verano.

La Torre de la Atalaya, popularmente más conocida por Torre del Reloj, es una edificación civil medieval que cumplió funciones como torre vigía. En ella se conserva la campana que, según la leyenda, tañó por sí sola al entregarse la ciudad al rey Alfonso X El Sabio. La campana de la torre se la conoce como campana cascada. Su función era avisar ante la presencia de tropas enemigas.
Fue edificada en 1012 por el andalusí Geber Güeber, siendo reconstruida posteriormente en XV. En 1469 la ciudad vendió dos puertas de la salida de Santiago para mejorar la torre, que también poseía un reloj que daba las fases de la luna.
- Cervecería el Gorila

Edificio del siglo XIX, realizado en fábrica de sillería, enlucida y pintado de rojo. Tan solo asoma la piedra en los cornijales, los cercos de los vanos, las ménsulas que soportan el balcón y en unas fajas verticales que recorren su fachada separando los vanos horizontalmente. Resuelto en planta baja con dos alturas.

## Nombres de la Plaza Plateros
Plaza de Aljaifar
El primer nombre de la plaza. Se remonta desde muy antiguo y se debía a los distintos artículos que en ella se vendían expedidos en sus distintos puestos e industrias que la circundaban. 
Plaza de las Vendedoras
Otro nombre popular que tenía la plaza en 1450 por la cantidad de vendedoras que había en la plaza, cada una con sus artículos distintos. Este nombre lo recibió popularmente junto con la Plaza de la Yerba.
Humbertos de Valeto 
Debía su nombre al fundador de la Cartuja jerezana, Alvar Martínez de Morla y Humbertos de Valeto, que donó todos sus bienes para este fin, poniéndose la primera piedra el 17 de diciembre de 1478. Vivió en esa fecha y en esta plaza, donde falleció el 12 de marzo de 1482, por lo que se le puso su nombre en esta fecha. 
Plaza de las Berceras
Recibió este nombre ya que, en unión con la Plaza de la Yerba, se instalaban en ella los puestos de venta de pan, hortalizas y berzas. 
Plaza del Rollo
Se debía a que desde 1482 estuvo en ella "la picota" ó "rollo", donde se exponían a los reos para su vergüenza pública. 
Plaza del Pan 
Uno de los tantos nombres que tenía en 1494, por el sitio de los puestos de pan que en ella había.
Plaza de los Mercaderes
Uno de los muchos nombres que tuvo ésta plaza durante los años 1519 y siguientes, por las diferencias de artículos que en sus puestos se expedían; en una de éstas épocas estaban inscritos en ella; 3 fruteros, 1 boticario, 1 tabernero, 3 plateros, 1 encabador, 1 freidor, 1 mercader, 1 confitero, y 1 pastelero. 
Plaza de Carmen Nuñez de Villavicencio 
Debe su nombre a la Sra. Marquesa de Domecq D'Usquain, así llamada y madre del Marqués de Domecq, que durante más de medio siglo mantuvo todas las obras benéficas que dejó su marido, y creó otras más, entre ellas las Oblatas, las Salesianas de la calle Cabezas, costeó el monumento al Corazón de Jesús, que hay en el Calvario. Así se rotuló en 1916. 
Plaza de Plateros 
De los diferentes mercaderes, fueron quedándose principalmente el gremio de plateros, que data desde 1608 hasta hoy. Se le devolvió este nombre tras la democracia.